# Мэрисленд (тауншип, Миннесота)
Мэрисленд (англ. Marysland) — тауншип в округе Суифт, Миннесота, США. На 2000 год его население составило 102 человека.

## География
По данным Бюро переписи населения США площадь тауншипа составляет 91,4 км², из которых 91,4 км² занимает суша, водоёмов нет.

## Демография
По данным переписи населения 2000 года здесь находились 102 человека, 43 домохозяйства и 27 семей. Плотность населения —  1,1 чел./км². На территории тауншипа расположено 48 построек со средней плотностью 0,5 построек на один квадратный километр. Расовый состав населения: 100,00 % белых.
Из 43 домохозяйств в 30,2 % воспитывались дети до 18 лет, в 62,8 % проживали супружеские пары, в 2,3 % проживали незамужние женщины и в 34,9 % домохозяйств проживали несемейные люди. 32,6 % домохозяйств состояли из одного человека, при том 11,6 % из — одиноких пожилых людей старше 65 лет. Средний размер домохозяйства — 2,37, а семьи — 3,07 человека.
27,5 % населения — младше 18 лет, 5,9 % — в возрасте от 18 до 24 лет, 27,5 % — от 25 до 44, 27,5 % — от 45 до 64, и 11,8 % — старше 65 лет. Средний возраст — 42 года. На каждые 100 женщин приходилось 92,5 мужчин. На каждые 100 женщин старше 18 приходилось 94,7 мужчин.
Средний годовой доход домохозяйства составлял 46 250 долларов, а средний годовой доход семьи —  48 750 долларов. Средний доход мужчин —  38 500  долларов, в то время как у женщин — 20 625. Доход на душу населения составил 20 127 долларов. За чертой бедности находились 8,7 % семей и 13,3 % всего населения тауншипа, из которых 14,8 % младше 18 и 15,4 % старше 65 лет.